# Service auto-train
 (mars 2019).

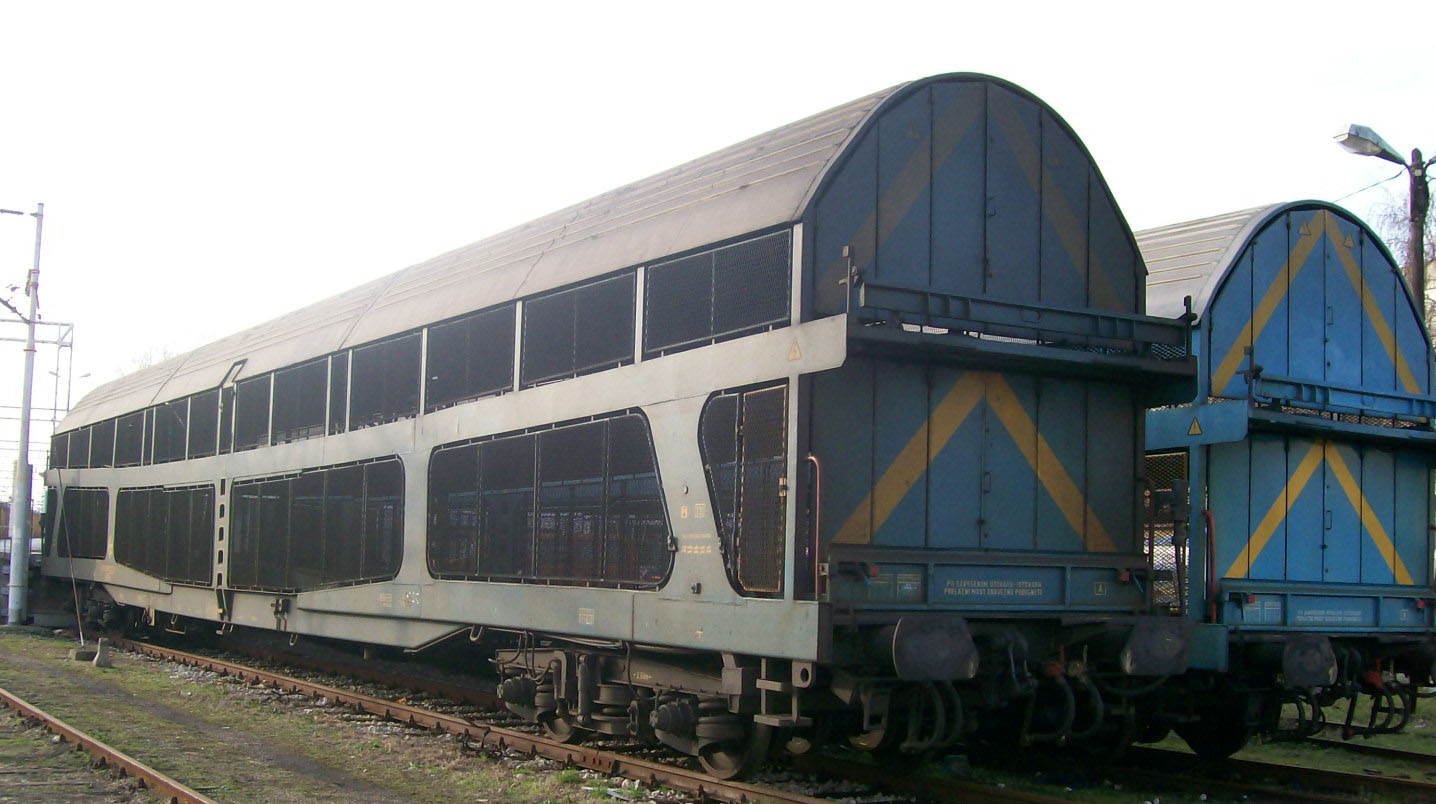
Fourgons porte-automobiles fermés MDDLm des HŽ.

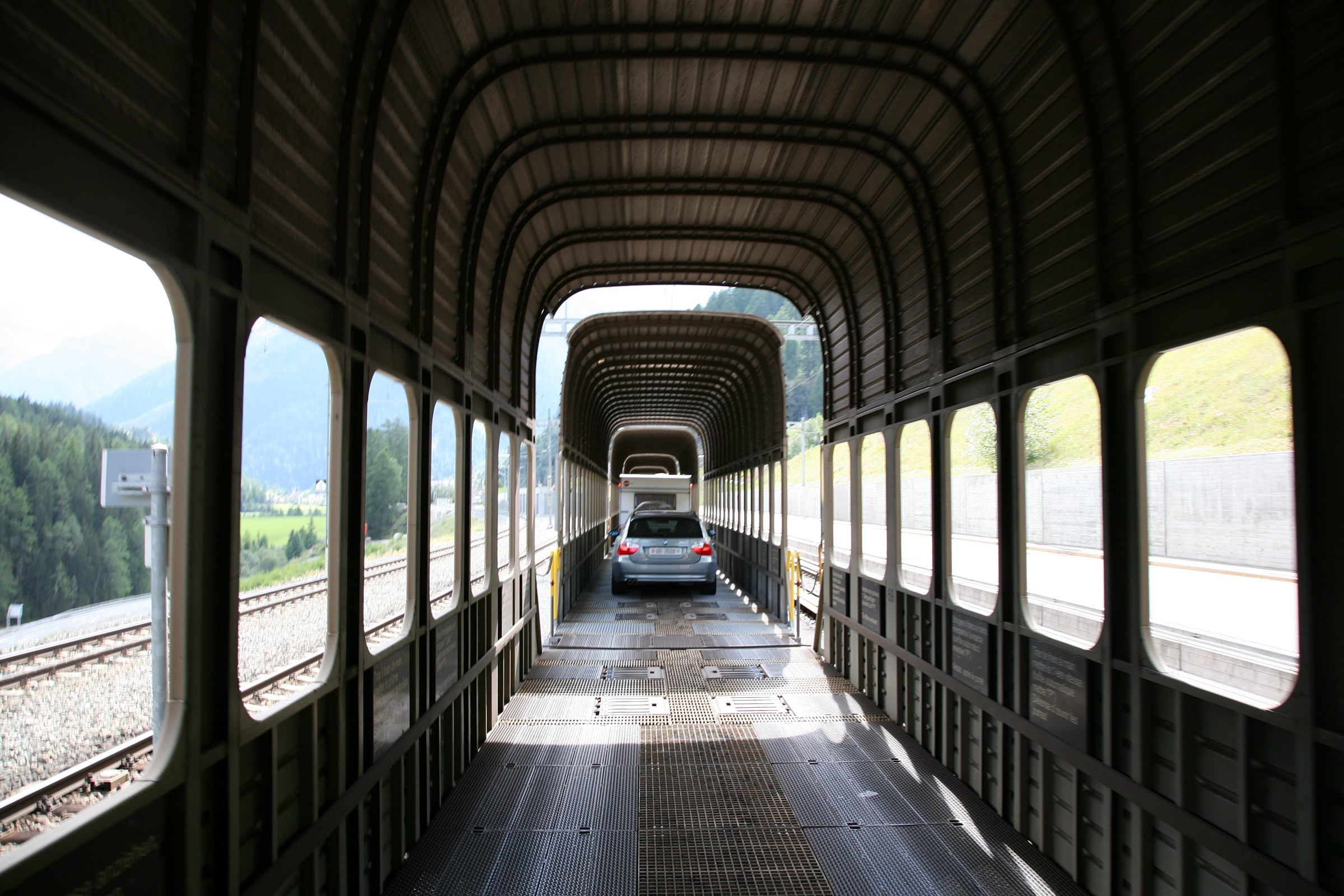
Navette ferroviaire à voie métrique de franchissement du tunnel de la Vereina.

Un service auto-train ou train auto-couchettes est un service ferroviaire de transport d'automobiles accompagnées permettant au voyageur de faire transporter son automobile, généralement de nuit et dans le même train.
De tels services sont offerts dans divers pays d'Europe et aux États-Unis. Dans certaines liaisons courtes comme celle du Hindenburgdamm, les passagers restent assis à bord de leur voiture ; dans les autres, ils sont accueillis dans une voiture dédiée. 
Les navettes ferroviaires de transport combiné, sont souvent utilisées pour le franchissement de tunnels.

## Fourgons
Les fourgons dénommés "double-decker" ou DD (pour fourgon à 2 niveaux) sont conçus pour rouler aux vitesses élevées des trains de voyageurs notamment des capacités de freinage ainsi que pour réaliser la continuité des circuits électriques (sonorisation, interphonie, conditionnement ce qu'on dénomme en conduite blanche c'est-à-dire sans utilisation dans le véhicule), également de la conduite principale pneumatique afin d'alimenter les autres véhicules dotés d'accessoires de ce type, tout ce dont les wagons ne sont pas munis et, en conséquence, en bannit le terme. Ces wagons sont souvent couverts et peuvent n'avoir qu'un seul niveau pour accueillir également les cars ou les camions.
La SNCF comptera deux séries que sont les TA 60 et les DD. Les TAC utilisaient souvent des fourgons porte-autos de la STVA, à essieux. Dès 1968, les nouveaux fourgons, du type DD, sont montés sur bogies. Sur les compositions TAC, ils sont attelés systématiquement en queue de convoi, afin d'être dételés en gare terminus pour être remisés sur les voies de chargement/déchargement de véhicules. Pour des raisons de sécurité, ces voies ne sont jamais électrifiées. Le reste du convoi (voitures-couchettes, lits, places assises) est remisé ailleurs.

## En France

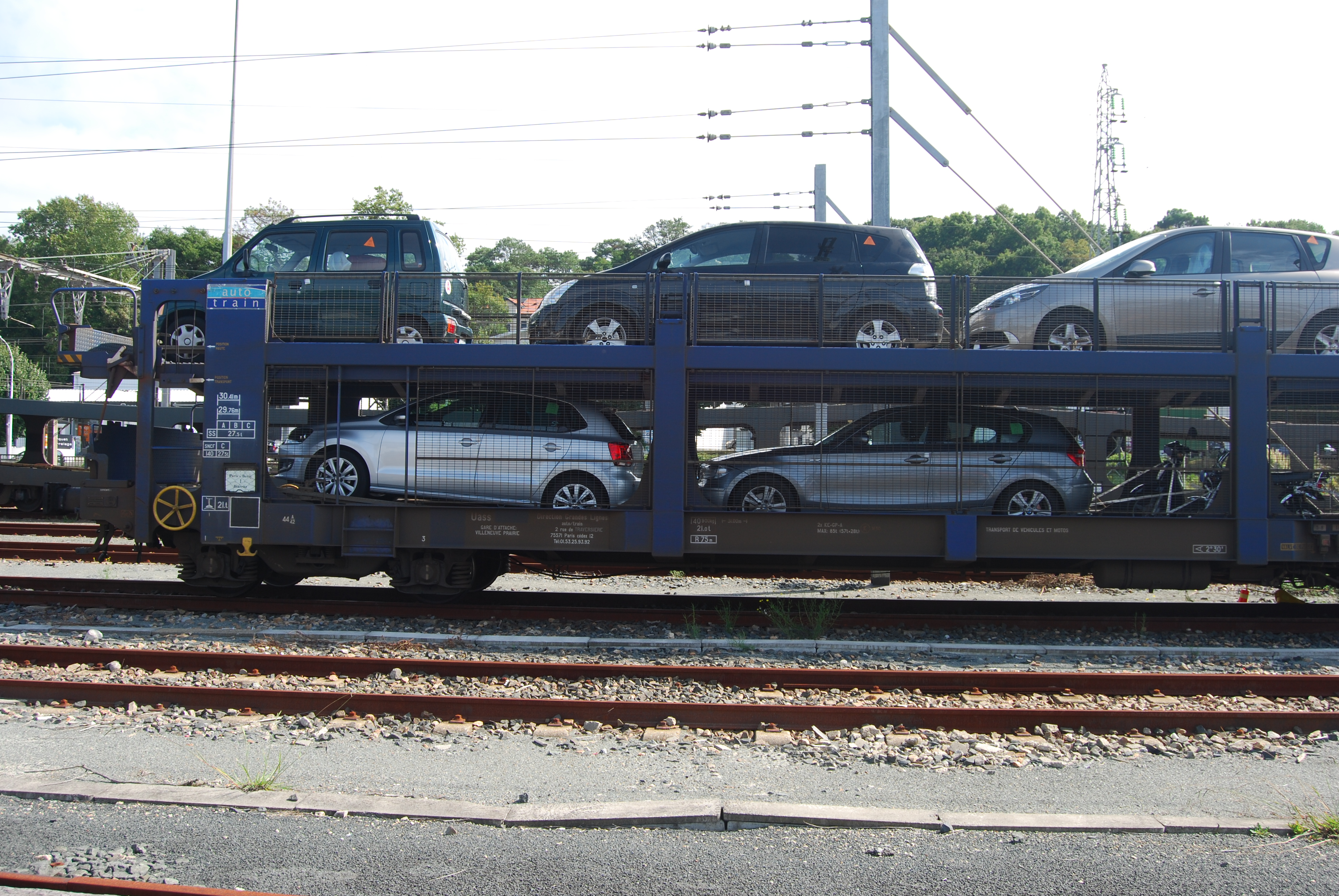
Wagon du service Auto-Train de la SNCF, en gare de Biarritz, à l'été 2014.

En France, ce type de service était connu dans le passé sous le nom de « train auto-couchettes » (TAC). Il a commencé à décliner dans les années 1980, en raison du développement du réseau autoroutier.
À partir de décembre 2018, le service auto-train (trains composés uniquement de wagons spécialisés) dessert, au départ de la gare de Paris-Bercy, les gares d'Avignon-Sud, de Marseille-Saint-Charles, de Toulon, de Fréjus-Saint-Raphaël et de Nice-Ville. Toutefois, ces dessertes (qui sont les dernières assurées par le service) sont supprimées le 14 décembre 2019, car elles sont déficitaires selon la SNCF,,. Lors de cette suppression, le service auto-train existait depuis une soixantaine d'années.
Pour remplacer ce service, la SNCF oriente ses clients vers son partenaire Expedicar, désormais connu sous le nom de Hiflow, qui permet de faire déplacer son véhicule par un conducteur particulier ou professionnel, ou avec un camion.

## En Autriche
La compagnie ferroviaire autrichienne ÖBB, qui a repris l'activité des trains de nuit de la Deutsche Bahn abandonnée en 2016, propose des services de trains de nuit (places assises, couchettes et lits), et le transport auto-moto en Allemagne, Autriche, Suisse et Italie.